# Dahlem-Dorf (métro de Berlin)
Dahlem-Dorf est une station de la ligne 3 du métro de Berlin, située dans le quartier de Dahlem.

## Situation
La station est située entre Podbielskiallee au nord-est, en direction de Warschauer Straße, et Freie Universität au sud-ouest, en direction de Krumme Lanke. 
Elle est établie sur la Königin-Luise-Straße en face du domaine de Dahlem, un ancien manoir et actuel musée agricole. À proximité se trouvent plusieurs instituts de l'université libre de Berlin et les musées de Dahlem. Le quai central se situe dans une tranchée ouverte à quelques mètres au-dessous du niveau de la route.

## Histoire

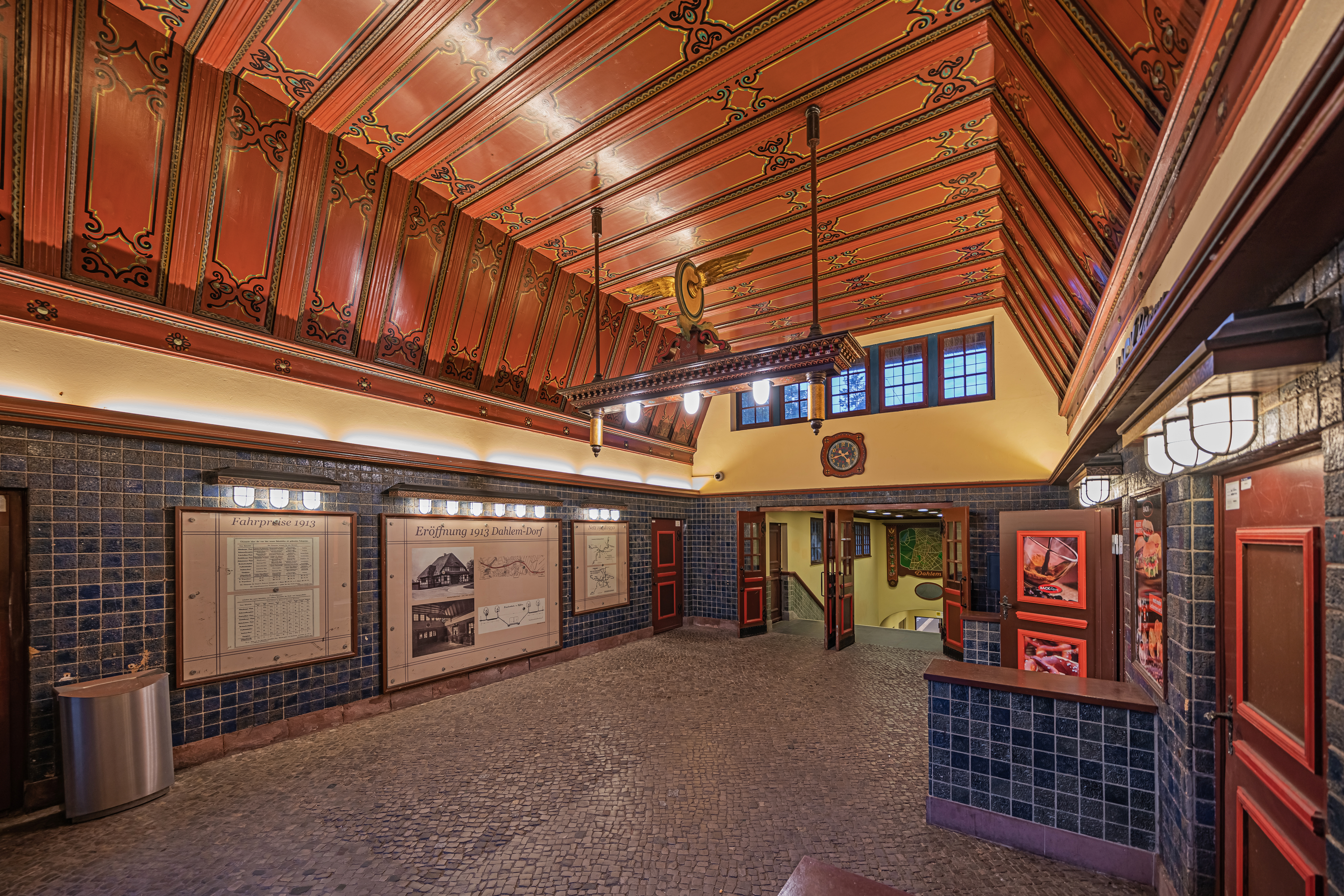
Hall d'entrée.

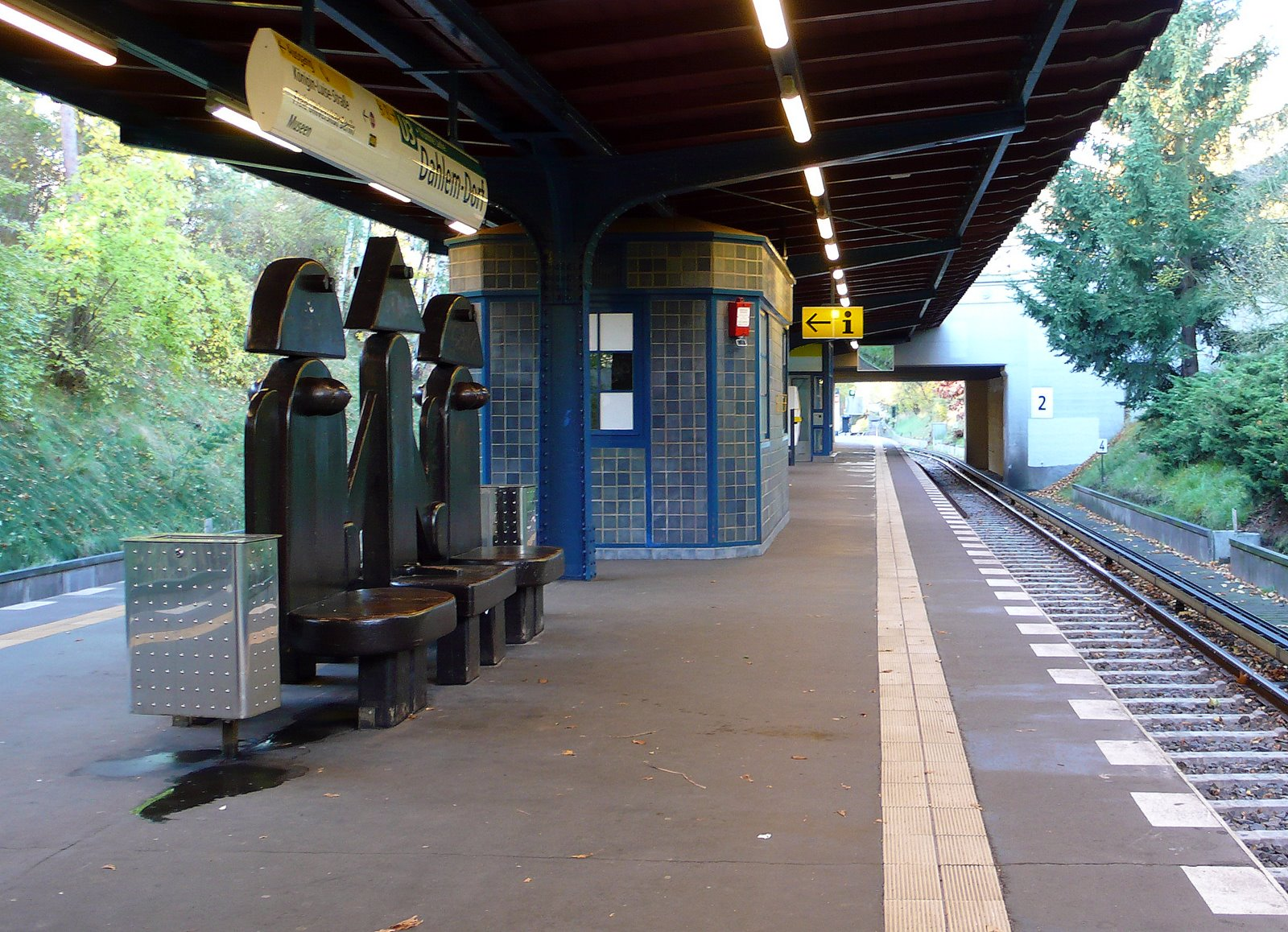
Sièges sur le quai.

La station est créée dans le cadre de la construction de la ligne du métro de Berlin réliant les stations de Wittenbergplatz et Thielplatz pour permettre l'accès à la banlieue sud-ouest alors rurale. La station conçue par les architects Friedrich et Wilhelm Hennings est construite de 1912 à 1913. À la demande de l'empereur Guillaume II, elle s'adapte à l'environnement et prend l'aspect d'une ferme du nord, une maison à colombages au toit de chaume. Le hall d'entrée possède un plafond à caissons, des céramiques bleues et un sol en mosaïque.
Après un incendie le 27 décembre 1980, la station est reconstruite selon les plans historiques. On conserve le carrelage bleu. Dans le même temps, on installe un ascenseur et l'accès aux personnes handicapées. En 1984, deux ensembles de personnages qui servent de bancs en bois, œuvres du sculpteur berlinois Wolf van Roy (1944-2012), sont installés en référence au musée ethnologique de Berlin. En 1987, la station est élue plus belle station de métro d'Europe au Japon. En 1990, la station est classée monument historique.
Le 28 avril 2012, vers 2 heures du matin, un incendie détruit 80 m² du toit de chaume. Le trafic est interrompu à la station pendant plusieurs jours. La restauration de la toiture est réalisée en juillet 2013, pour des raisons de sécurité on remplace le chaume par une réplique en plastique.

## Service des voyageurs

### Accueil
La station est accessible aux personnes à mobilité réduite disposant d'un ascenseur au bout sud du quai.

### Intermodalité
La station est en correspondance avec les lignes d'autobus no M11 et X83 de la BVG.